# 敗局命定論
敗局命定，美國文學運動。此運動企圖使美國南方的傳統社會接受美利堅聯盟國於美國內戰之敗。獻身於此運動者趨向於描寫美利堅聯盟國之偉業，以其領袖人物為老派騎士，因寡不敵眾——而非將才不及——而見負。

## 歷史
美國南方各州於1865年在經濟上與精神上都因戰敗而破敗荒蕪。許多南方人士為尋求慰藉，將敗戰的理由歸因於不可抗力的因素及戰爭英雄令出不行之上。敗局命定 （Lost Cause）一詞首見於史學家愛德華·艾爾伯特·波拉德（Edward Albert Pollard）於1866年出版的關於聯盟國的著作《敗局命定：聯盟國戰事之南方新史》（The Lost Cause: A New Southern History of the War of the Confederates）。具伯·爾利中將於1870年代爲南方史學會（Southern Historical Society）所寫的多篇文章，使敗局命定論成爲一個持久的文化與文學現象。
爾利的觀點，可能是受羅伯特·李將軍啟發。李將軍在對北維吉尼亞軍團的告別軍令上曾寫道，聯盟國所面對的敵人「在後勤與軍力上皆具壓倒性優勢」。在致爾利的信中，他曾索求關於所部軍團自1864年五月至1865年四月所面對之敵軍兵力資訊，李將軍麾下的北維吉尼亞軍團在那段時間所面對的敵軍為尤里西斯·格蘭特中將所部（參見陸路之戰（Overland Campaign）與彼得堡之圍（Siege of Petersburg））。李將軍寫道：「我唯一的目的是─若有可能─讓事實流傳後世，並對我英勇將士作出公正評價。」在另外一封信中，李將軍要求「聯邦軍所摧毀的民居數量之相關統計數字。」他打算展示兩軍團實力之對比，並認為「讓世界明白我們所面對的敵軍之數量比，會極為困難。」對於媒體苛責其戰損，李將軍寫道：「對我言行之不實陳述，我還沒有仔細去想過，去注意，或進行更正。我們必須捺住性子，至少要忍耐一陣子。⋯⋯目前之公意還沒準備好接受事實。」這些全是爾利與敗局命定論者們其後數十年間附和之資。
敗局命定論由聯盟國退伍軍人聯合（United Confederate Veterans）與聯盟國之女聯合（United Daughters of the Confederacy）等紀念性組織所吸收，幫助南方人度過戰後在社會、政治、與經濟上之劇變，包含戰後重建在內。

## 宗旨
下述為敗局命定運動之若干宗旨：
- 以羅伯特·李與石牆傑克森等名將代表南方高貴的美德，對映出若干對付平民百姓的北軍將領們在南方人眼中的低道德標準。如謝爾曼大行軍，以及菲利普·舍利丹在1864年河谷之戰（Valley Campaigns of 1864）中焚燒雪倫多亞河谷
- 因為北方在人力資源上的壓倒性優勢，敗局無可避免。
- 李將軍部屬的違令與無能是敗戰的關鍵因素之一。（敗局命定論者主要聚焦於李將軍及美國內戰東線戰區的戰事上。）
- 保護州權與家鄉文化，而非奴隸制度，為美國南方11州脫離聯邦並參戰的主因。
- 脫離聯邦是南方對北方的文化與經濟侵略所作的民主回應，在憲法中有辯論的餘地。

敗局命定論最鮮明、最有力的象徵為李將軍與皮克特衝鋒。大衛·猶爾伯區（David Ulbrich）寫道：“由於對戰爭之敬畏，羅伯特·李於南方的文化中養成但憑直覺之天性。人們念念不忘，其麾下將士無論面對多麼絕望的情況，皆以忠貞不二之心追隨作戰。李將軍自此成為敗局命定論之象徵，以及戰前南方紳士之典範─一個高貴而虔誠的男人，為維吉尼亞與聯盟國無私地獻身。李將軍之雄才偉略於第二次牛奔之役與錢瑟勒斯維爾之役中成為傳奇，而儘管他對蓋茨堡之敗承擔全責，對於南方人來說，李將軍仍是算無遺策。直到最近之前，他始終免於史家之責難。”
在具伯·爾利將軍眼中，李將軍的部屬中最關鍵的反派角色是詹姆斯·隆史崔特中將。爾利的著作將蓋茨堡之敗歸罪於隆史崔特，指責他未能遵照於李將軍的命令，及早於1863年7月2日早晨發起攻擊。其實，李將軍未曾對其“老戰馬”在第二天才採取行動表示過不滿。隆史崔特因在戰後與格蘭特總統合作並加入共和黨，而在南方的退役軍人中普遍受到輕視。諷刺的是，格蘭特因為接受敗局命定論而名望提高；而主要也因為格蘭特的接受敗局命定論，使得人們從一開始就不願辯論戰爭的成因。

## 進一步被採納
敗局命定論於心理上的論證見諸道格拉斯·佛瑞曼（Douglas Southall Freeman）於1934年所限量發行的四部李將軍傳。在傳記中，佛瑞曼因“南方史學會的論文”“較其他非官方的資料來源具有更多相關於州際之戰的高價值、未經面世的資料”而向爾利與學會致謝高勒荷（Gallagher）論斷，佛瑞曼“糾結於信函中李將軍非常接近爾利十足英雄偶像的解釋”在佛瑞曼的著作中，李將軍之部屬應為造成敗戰之失算負責。責難之目標通常是隆史崔特，但也沒放過其他的部屬。理查·尤爾、詹姆斯·尤爾·布朗·史都華、安伯洛斯·希爾、喬治·皮克特、及其他眾多將領常遭南方人抨擊，以轉移對李將軍之責難。而實際上，李將軍一如前述，承擔一切敗戰責任，且並未歸罪給任何屬下。
敗局命定式的內戰觀點另見諸於瑪格麗特·密契爾於1936年出版的小說《飄》及1939年所改編的電影《亂世佳人》（英文名稱未變）中，書中的南方人為居住於保守浪漫的社會環境中，高貴且具英雄氣概，卻悲劇性地屈服於壓倒性的武力之下。類似的處理手法見於1915年由D·W·格里菲斯所執導的電影《一個國家的誕生》中。

## 現代的用法
時至今日，敗局命定論即使在南方也已不再是內戰史中的主題。其宗旨不僅受到挑戰，且多不足採信。但是，修正主義式的敗局命定論，特別是在南方，在大眾心中因襲成為對內戰牢不可破的顯著想法。蓋瑞·高勒荷寫道：“近代簡明的學術性觀點、大眾文學、虛構小說、文件、電影、與方興未艾的內戰藝術市場幾乎可以確定會讓爾利微笑以對。”敗局命定論在二十世紀晚期的新聯盟國（neo-Confederate）運動中得到支持，特別是在南方愛國者（Southern Partisan）雜誌上。在對可否公開展示聯盟國旗幟的辯論上，敗局命定論的宗旨也被經常提出。

## 進階讀物
- Foster, Gaines M., Ghosts of the Confederacy: Defeat, the Lost Cause and the Emergence of the New South, 1865-1913, Oxford University Press, 1988, ISBN 0-19-505420-2.
- Rearden, Carol, Pickett's Charge in History and Memory, University of North Carolina Press, 1997, ISBN 0-8078-2379-1.
- Wilson, Charles Reagan, Baptized in Blood: The Religion of the Lost Cause, 1865-1920, University of Georgia Press, 1980, ISBN 0-8203-0681-9.